# آبشار هولوگانگا
آبشار هولوگانگا (به لاتین: Huluganga Falls) یک آبشار در سری‌لانکا است که در سری‌لانکا واقع شده‌است.